# Pas planetoid

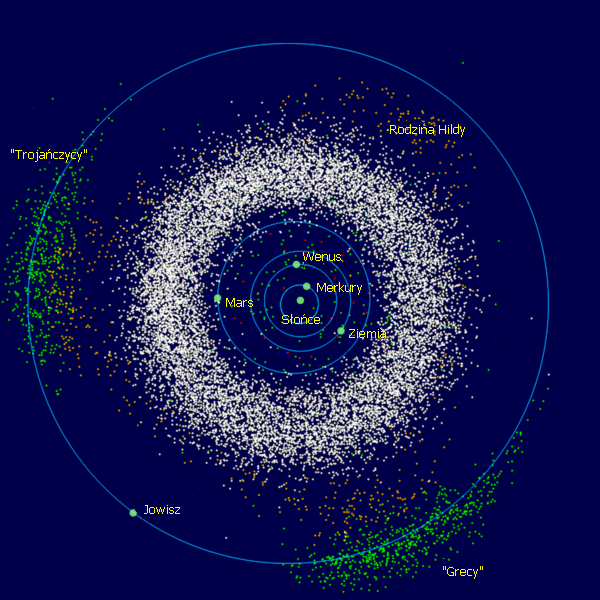
Pas planetoid (białe plamki) znajduje się między orbitami Marsa i Jowisza

Pas planetoid – obszar Układu Słonecznego, znajdujący się między orbitami Marsa i Jowisza. Krąży w nim wiele ciał różnej wielkości, nazywanych planetoidami. Region ten nazywany jest też głównym pasem planetoid, gdyż w Układzie Słonecznym istnieją również inne zbiory małych ciał: Pas Kuipera, dysk rozproszony i hipotetyczny Obłok Oorta, oraz wiele mniejszych skupisk, w tym planetoidy bliskie Ziemi, centaury i trojańczycy.
Ponad połowę całkowitej masy pasa planetoid zawierają cztery największe znajdujące się w nim ciała: Ceres, Westa, Pallas i Hygiea. Mają one średnice większe niż 400 kilometrów, a największa z nich, Ceres, ma średnicę około 950 kilometrów i jest zaliczana do planet karłowatych. Pas planetoid jest tak rzadki, że wiele sond kosmicznych przelatywało przez niego bez natrafienia na żaden obiekt. Zderzenia planetoid jednak się zdarzają, co prowadzi do ich kruszenia i powstawania rodzin planetoid o podobnych parametrach orbit i składzie chemicznym. Zderzenia takie powodują również powstawanie pyłu, który można obserwować w nocy jako światło zodiakalne. Skład chemiczny planetoid można określać, badając ich widmo optyczne. Dzięki temu wiadomo, że większość z nich można zaliczyć do trzech grup: węglowych (klasy C), krzemowych (klasy S) i metalicznych (klasy M).
Pas planetoid uformował się z mgławicy przedsłonecznej jako grupa planetozymali, małych prekursorów planet. Między Marsem a Jowiszem zaburzenia grawitacyjne nadawały tym planetozymalom zbyt duże prędkości, żeby mogły się one połączyć w wyniku akrecji w planetę. Planetozymale zderzały się z taką siłą, że zamiast łączyć się w większe obiekty, kruszyły się na mniejsze. Powstałe odłamki miały inne orbity niż ciała przed zderzeniem, często spadając potem na wewnętrzne planety Układu w postaci meteorytów. W ten sposób pas stracił większość swojej pierwotnej masy. Orbity planetoid wciąż ulegają perturbacjom, zwłaszcza gdy ich orbity wokół Słońca wchodzą w rezonans orbitalny z Jowiszem. Wtedy parametry ich orbit ulegają stosunkowo szybkiej zmianie, co prowadzi do usunięcia ich z tych orbit, co jest przyczyną powstania przerw Kirkwooda w pasie planetoid.

## Historia obserwacji

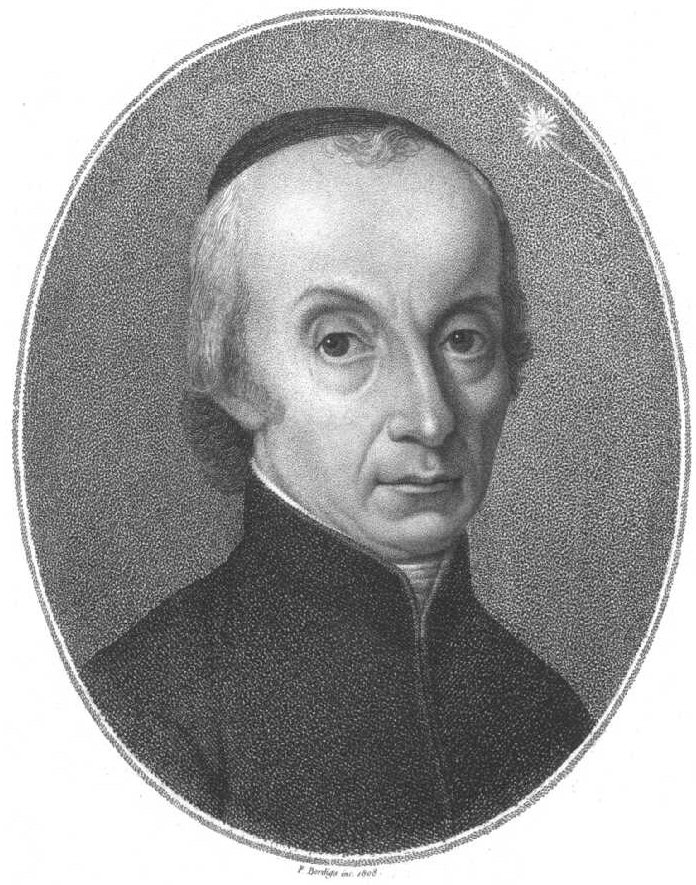
Giuseppe Piazzi, odkrywca Ceres, która przez wiele lat była nazywana planetą, później planetoidą numer 1, a obecnie zwana jest planetą karłowatą

W 1766 roku, w anonimowym przypisie do przekładu Contemplation de la Nature Charlesa Bonneta, astronom Johann Daniel Titius von Wittenburg zauważył pewną prawidłowość dotyczącą odległości kolejnych planet od Słońca. Jeśli zacząć od 0, potem użyć liczb 3, 6, 12, 24, 48 itd., podwajając za każdym razem, do wyniku dodać 4 i podzielić przez 10, otrzymuje się ciąg niemal dokładnie odpowiadający odległościom kolejnych planet od Słońca, wyrażonych w jednostkach astronomicznych. Ta prawidłowość, znana obecnie jako reguła Titiusa-Bodego, zgadzała się dla sześciu znanych wtedy planet: Merkurego, Wenus, Ziemi, Marsa, Jowisza i Saturna, pod warunkiem, że zostawiło się dodatkowe puste miejsce pomiędzy Marsem i Jowiszem. W przypisie Titius zanotował „Czy jednak Wielki Architekt zostawiłby to miejsce puste? Wcale nie.”. W 1768 roku astronom Johann Elert Bode zacytował tę regułę w swoim dziele Anleitung zur Kenntniss des gestirnten Himmels, nie podając jednak jej oryginalnego autora, co sprawiło, że przez długi czas była znana jako „prawo Bodego”. Kiedy William Herschel odkrył Urana w 1781 roku, okazało się, że znajduje się on prawie dokładnie w odległości przewidzianej przez tę regułę. To sprawiło, że astronomowie zaczęli poszukiwać planety między Marsem a Jowiszem.
W 1800 roku Franz Xaver von Zach zaprosił 24 astronomów do nieformalnego klubu „Lilienthal Society”, którego celem miało być uporządkowanie wiedzy o Układzie Słonecznym. Klub ten był potem nazywany „Himmelspolizei” (Policją Nieba). Wśród jego członków znaleźli się William Herschel, Nevil Maskelyne, Charles Messier i Heinrich Wilhelm Olbers. Każdy z nich miał za zadanie obserwować 15° ekliptyki w poszukiwaniu brakującej planety.
Już kilka miesięcy później astronom nienależący do Policji Nieba dokonał oczekiwanego odkrycia. 1 stycznia 1801 roku Giuseppe Piazzi, główny astronom Uniwersytetu w Palermo na Sycylii, znalazł mały poruszający się obiekt w odległości dokładnie przewidzianej przez regułę Titusa-Bodego. Nazwał go Ceres, od imienia rzymskiej bogini urodzaju będącej patronką Sycylii. Piazzi początkowo myślał, że jest to kometa, ale brak komy sugerował, że jest to planeta. Piętnaście miesięcy później Heinrich Olbers odkrył kolejny obiekt w tym samym obszarze i nazwał go Pallas. W przeciwieństwie do planet te obiekty pozostawały punktami nawet w największych powiększeniach, co sprawiało, że od gwiazd odróżniało je jedynie ich przemieszczanie się po nieboskłonie. Dlatego w 1802 roku Hershel zasugerował, żeby stworzyć dla nich nową kategorię asteroid, z greckiego asteroeides („podobne gwiazdom”).
Po wykonaniu szeregu obserwacji Ceres i Pallas, napisał:
Ani określenie „planety”, ani „komety” nie może zgodnie z zasadami języka być nadane tym dwóm gwiazdom. Przypominają małe gwiazdy tak bardzo, że trudno je od nich odróżnić. Z tego ich przypominania gwiazd nazywam je asteroidami; zastrzegam jednak możliwość zmiany tej nazwy, jeśli inna, lepiej je określająca, się pojawi.
Mimo to przez kolejne kilkadziesiąt lat nazywano je zwykle planetami. Do 1807 roku dalsze obserwacje pozwoliły wykryć kolejne dwa obiekty w tym regionie, nazwane (3) Juno i (4) Westa.
Wojny napoleońskie przerwały okres odkryć na pewien czas i kolejna planetoida, (5) Astraea, została odkryta dopiero w 1845 roku. Wkrótce potem zaczęto odkrywać kolejne obiekty coraz szybciej i zaliczanie ich do planet stało się niewygodne. W latach 50. XIX wieku Alexander von Humboldt rozpowszechnił wprowadzoną przez Herschela nazwę, która jest używana do dzisiaj w krajach anglosaskich.
Odkrycie Neptuna w 1846 roku doprowadziło do zdyskredytowania reguły Titiusa-Bodego w oczach naukowców, ponieważ jego orbita nie była nawet blisko jej przewidywań. Do dzisiaj nie wiadomo, dlaczego ta reguła jest spełniana przez większość planet Układu Słonecznego, i astronomowie uznają to raczej za zbieg okoliczności.
Określenie „pas planetoid” zaczęło być używane w połowie XIX wieku, ale nie jest łatwo określić, kto był jego autorem. Do 1868 roku odkryto 100 planetoid, a wprowadzenie astrofotografii w 1891 roku przez Maxa Wolfa przyśpieszyło jeszcze bardziej te odkrycia. Do 1921 roku odkryto 1000 planetoid, a do 1981 roku 10 000. Pod koniec XX wieku zaczęto używać matryc CCD i komputerów do automatycznego znajdowania planetoid. Do roku 2000 skatalogowano ich ponad 100 000. W maju 2022 roku skatalogowanych było ponad 1 000 000.

## Pochodzenie

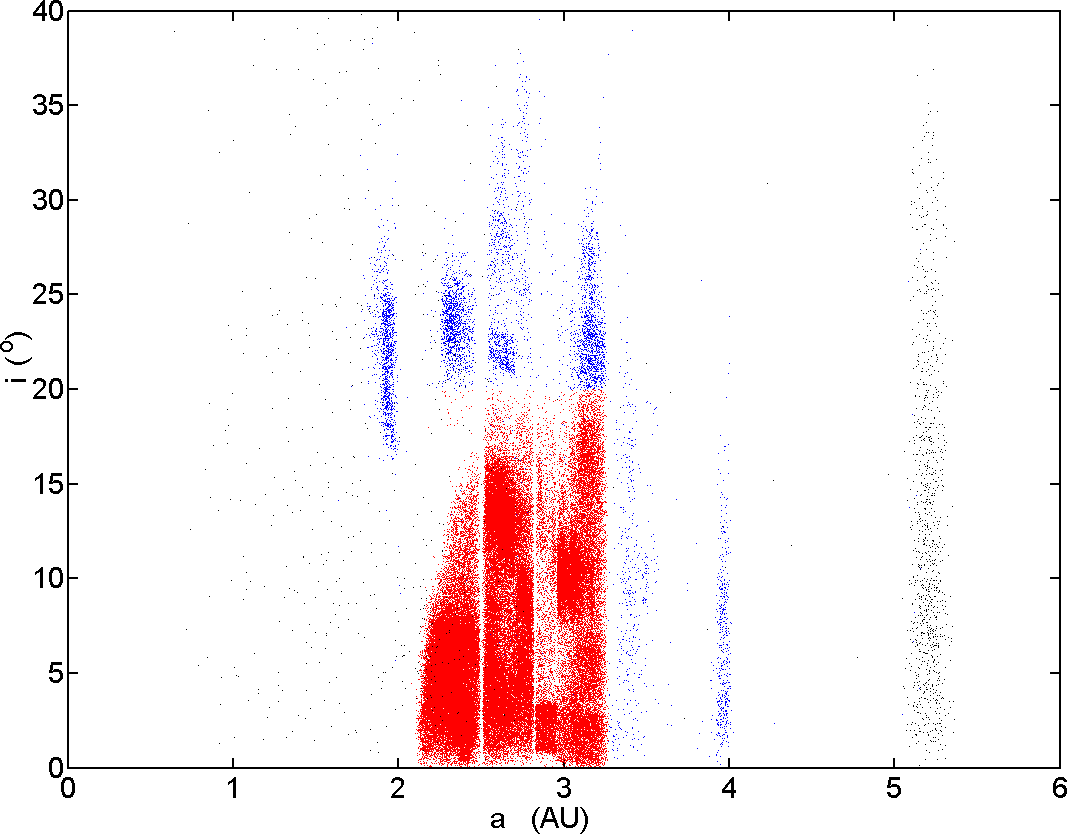
Inklinacja orbit planetoid głównego pasa (czerwone i niebieskie) w zależności od półosi wielkiej

### Powstawanie
W 1802 roku, wkrótce po odkryciu Pallas, Heinrich Olbers zasugerował Herschelowi, że Ceres i Pallas to fragmenty większej planety, która kiedyś znajdowała się między Marsem a Jowiszem, i która rozpadła się miliony lat wcześniej. Z czasem jednak ta hipoteza stała się coraz mniej popularna. Podważały ją szacunki gigantycznej ilości energii, jakiej wymagałoby zniszczenie planety, oraz fakt, że całkowita masa pasa planetoid to zaledwie 4% masy Księżyca. Ponadto duże różnice w składzie chemicznym planetoid trudno byłoby wytłumaczyć, gdyby kiedyś stanowiły jedną planetę. Obecnie uważa się, że planetoidy nie są częścią istniejącej kiedyś planety, ale raczej budulcem, z którego planeta nigdy nie powstała.
Ogólnie rzecz ujmując, proces powstawania planet jest ściśle związany z powstawaniem gwiazd: obłok molekularny zapada się pod wpływem grawitacji, tworząc dysk, w którego centrum powstaje gwiazda. W ciągu kilku milionów lat w procesie akrecji małe obiekty zderzają się i zlepiają w większe, stopniowo rosnąc. Gdy mają wystarczającą masę, zaczynają grawitacyjnie przyciągać inne obiekty i stają się planetozymalami. Z takich planetozymali powstały zarówno gazowe giganty, jak i planety skaliste.
Grawitacja Jowisza wywoływała zbyt duże perturbacje w obszarze obecnie zajmowanym przez pas, aby mogła tam powstać planeta. Planetozymale zderzały się ze zbyt dużą energią i zamiast łączyć się, kruszyły się na mniejsze fragmenty. Na orbitach, na których czas obiegu wokół Słońca synchronizował się z obiegiem Jowisza, dochodziło do rezonansu orbitalnego. Wpływ grawitacyjny Jowisza nakładał się na siebie przy każdym obiegu, co powodowało nadanie obiektom dodatkowej prędkości. Gdy Jowisz migrował na bliższą Słońcu orbitę, jego orbity rezonansowe przemieszczały się w obrębie pasa, rozpędzając chaotycznie obiekty na wszystkich orbitach.
We wczesnym okresie powstawania Układu Słonecznego wiele planetoid zostało stopionych, co pozwoliło pierwiastkom w ich wnętrzu uporządkować się ze względu na gęstość. Niektóre pierwotne ciała mogły nawet posiadać wulkany i być pokryte lawą. Ze względu na małe rozmiary planetoidy stygły jednak o wiele szybciej niż planety i większość z nich zestaliła się około 4,5 miliarda lat temu, w ciągu pierwszych kilkudziesięciu milionów lat swojego istnienia.
W sierpniu 2007 roku badanie kryształów cyrkonu w meteorycie znalezionym na Antarktydzie, uważanym za fragment Westy, pokazało, że musiał on zestalić się w ciągu co najwyżej dziesięciu milionów lat.

### Ewolucja
Planetoidy podlegają ciągłej ewolucji i nie mają obecnie takiej postaci, jak na początku istnienia Układu Słonecznego. W ciągu miliardów lat nastąpiły w nich duże zmiany, między innymi wywołane przez stapianie (w pierwszych milionach lat istnienia), zderzenia, erozję powodowaną przez promieniowanie kosmiczne i bombardowanie mikrometeorytami. Aktualnie pas planetoid zawiera jedynie ułamek masy, którą zawierał pierwotnie. Symulacje komputerowe sugerują, że jego masa mogła być podobna do masy Ziemi. Z powodu zaburzeń grawitacyjnych ponad 99,9% tej masy zostało z niego wyrzuconych w ciągu pierwszego miliona lat. Od powstania rozkład wielkości planetoid pozostawał mniej więcej stały.
Rezonans orbitalny 4:1 z Jowiszem, w odległości 2,06 au od Słońca, można uznać za wewnętrzną granicę pasa. Zaburzenia wywołane przez Jowisza wysyłają znajdujące się tam ciała na niestabilne orbity. Większość ciał uformowanych bliżej Słońca została wchłonięta przez Marsa (który znajduje się w odległości 1,67 au od Słońca) lub wyrzucona przez jego grawitacyjne zaburzenia we wczesnym okresie istnienia Układu Słonecznego.
Istnieją tylko niewielkie grupy planetoid znajdujące się bliżej Słońca, chronione przed zaburzeniami przez dużą inklinację swoich orbit.
Gdy pas planetoid powstawał, temperatura w odległości 2,7 au od Słońca odpowiadała punktowi sublimacji lodu. Dlatego tylko planetozymale znajdujące się w większej odległości mogły gromadzić na swojej powierzchni lód.
W 2006 roku odkryto grupę komet znajdujących się w tym obszarze. Mogły one w przeszłości być źródłem wody dla dzisiejszych ziemskich oceanów. Zgodnie z niektórymi modelami atmosfera pierwotnej Ziemi nie mogła zawierać wystarczająco dużo wody, a jej dzisiejsze zasoby musiały wziąć się z innego źródła, jak na przykład spadające na Ziemię komety.

## Charakterystyka

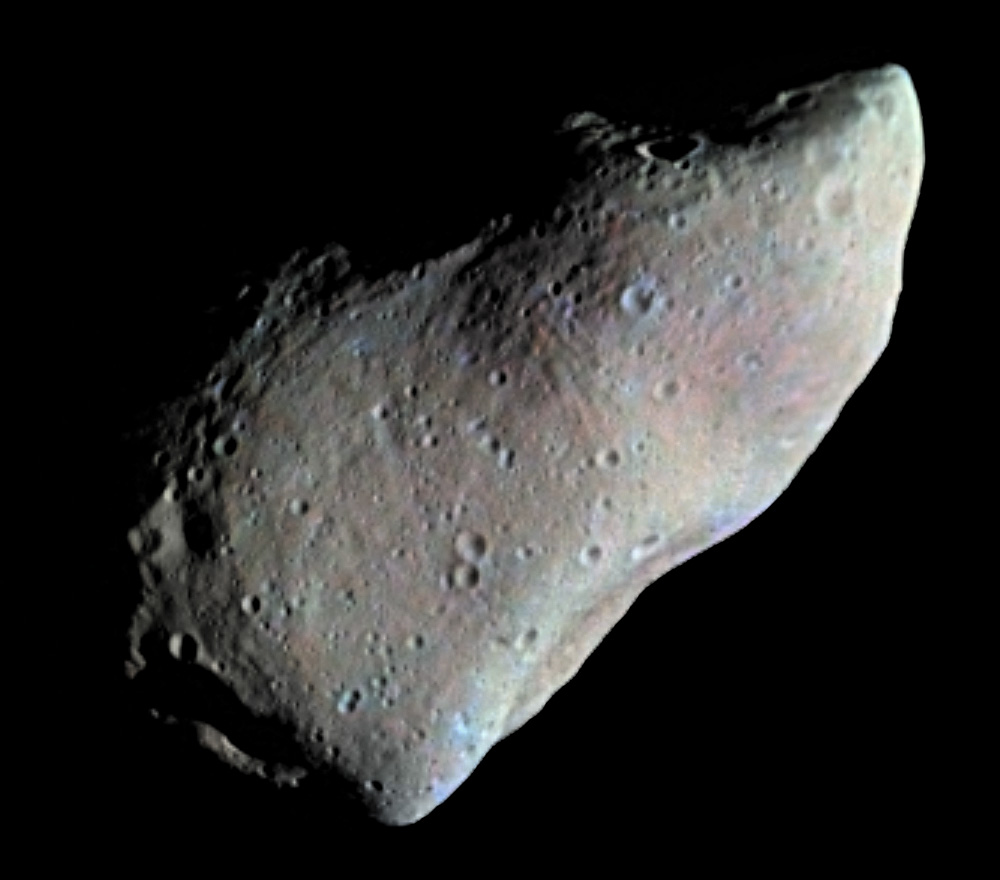
Planetoida (951) Gaspra, pierwsza sfotografowana z bliska. Zdjęcie zrobiła sonda Galileo w 1991 roku

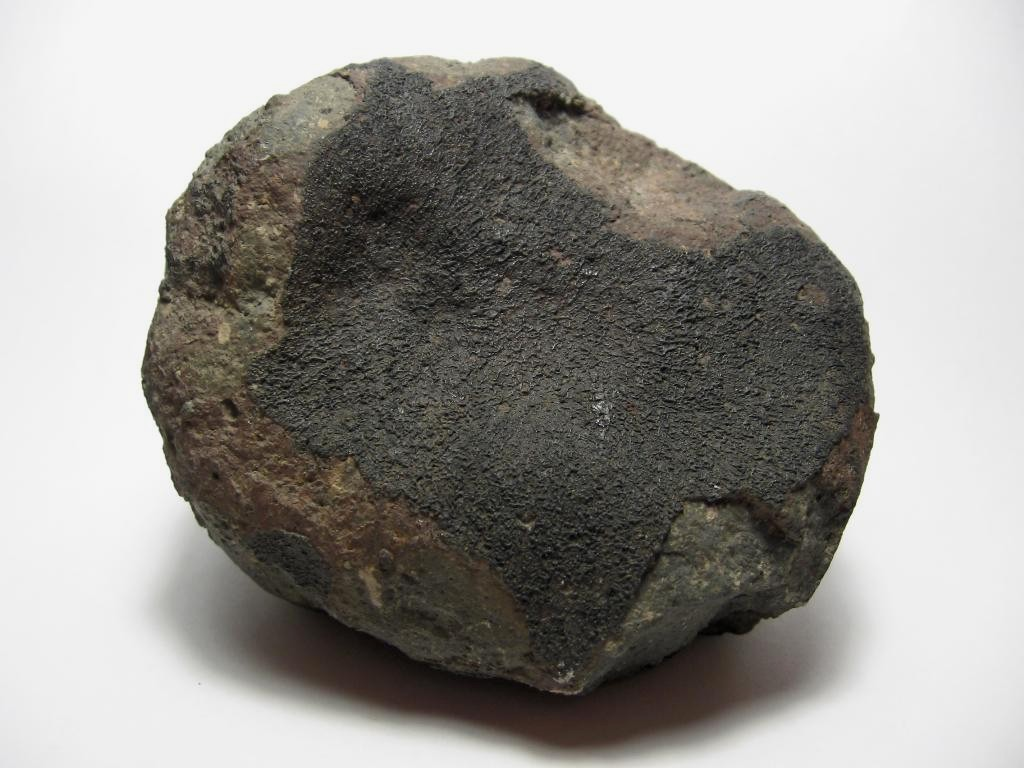
Meteoryt Allende, chondryt węglisty, który spadł na terytorium Meksyku w 1969 roku

Wbrew popularnym wyobrażeniom pas planetoid jest w większości pusty. Planetoidy są rozproszone w tak dużej przestrzeni, że mało prawdopodobne jest natrafienie na jakąś przypadkiem. W zależności od tego, jak mały obiekt uznaje się jeszcze za planetoidę, ich liczbę można różnie szacować. Wiadomo, że ponad 200 planetoid ma średnicę powyżej 100 km, a pomiary w podczerwieni pokazują, że od 700 tysięcy do 1,7 miliona ma średnicę powyżej 1 km. Obserwowana wielkość gwiazdowa największych planetoid to około 11m, a skatalogowanych sięga 19m.
Sumaryczna masa planetoid szacowana jest od 3,0×1021 do 3,6×1021 kilogramów, czyli około 4% masy Księżyca. Cztery największe obiekty: (1) Ceres, (4) Westa, (2) Pallas i (10) Hygiea zawierają połowę tej masy, a sama Ceres – około jednej trzeciej. Odległość Ceres od Słońca 2,766 au, jest blisko średniej ważonej odległości masy całego pasa, wynoszącej ok. 2,8 au.

### Skład
Obecnie pas składa się głównie z planetoid trzech typów: C – węglowych, S – krzemowych i M – metalicznych.
Planetoidy typu C dominują w zewnętrznych regionach pasa. Stanowią ponad 70% wszystkich planetoid. Mają one bardziej czerwony odcień niż inne planetoidy i bardzo niskie albedo. Skład ich powierzchni jest podobny do składu chondrytów węglistych. Ich widmo wskazuje, że ich skład chemiczny odpowiada pierwotnemu składowi Układu Słonecznego, z pominięciem lotnych substancji, takich jak amoniak i wodór.
Planetoidy typu S, bogate w krzem, występują częściej w wewnętrznych regionach pasa, w odległości 2,5 au od Słońca. Ich widma wykazują obecność krzemianów i metali, ale niewielką zawartość węgla. Sugeruje to, że uległy wyraźnym przemianom od momentu powstania, prawdopodobnie w wyniku stopienia. Mają stosunkowo wysokie albedo i stanowią około 17% wszystkich planetoid.
Planetoidy typu M stanowią około 10% wszystkich planetoid, a ich widmo wskazuje na dużą zawartość żelaza i niklu. Podejrzewa się, że uformowały się z metalicznych jąder większych obiektów, które zostały rozbite w wyniku zderzeń. Istnieją jednak związki krzemu, które mogą dawać podobne widmo. Przykładowo planetoida (22) Kalliope, zaliczana do typu M, wydaje się składać głównie z krzemianów. W pasie głównym najwięcej planetoid typu M znajduje się w odległości 2,7 au od Słońca. Obecnie nie jest jasne, czy wszystkie takie planetoidy mają podobny skład, czy też jest ich kilka odmian, z których niektóre powinny być zaliczone do klas C albo S.
Jedną z zagadek dotyczących planetoid jest stosunkowo niewielka liczba planetoid typu V (bazaltowych). Modele powstawania planetoid przewidują, że obiekty rozmiarów Westy powinny posiadać skorupę i płaszcz, złożone głównie ze skał bazaltowych i oliwinów. Około połowy planetoid powinno zatem mieć na powierzchni takie skały. Obserwacje pokazują jednak, że brak jest około 99% tych bazaltowych obiektów. Do 2001 roku większość odkrywanych obiektów typu V było uważanych za fragmenty Westy (stąd nazwa typu V). Jednak zbadanie składu chemicznego planetoidy (1459) Magnya pokazało, że jest on nieco inny niż Westy. W 2007 dodatkowo odkryto dwa bazaltowe obiekty w zewnętrznych rejonach pasa, (7472) Kumakiri i (10537) 1991 RY, z jeszcze innym składem chemicznym.
Temperatura w pasie planetoid zależy od odległości od Słońca. Pył w odległości 2,2 au nagrzewa się do około 200 K (−73 °C), a w odległości 3,2 au do około 165 K (−108 °C). Większe obiekty mogą mieć dużą różnicę temperatury pomiędzy nasłonecznioną i zacienioną stroną.

### Komety w pasie planetoid
Komety pasa planetoid (main-belt comets, MBC) są nowo rozpoznaną klasą ciał w Układzie Słonecznym. Z tej grupy komet obecnie znane są 133P/Elst-Pizarro, 176P/LINEAR, 238P/Read, 259P/Garradd, 354P/LINEAR i P/2010 R2 La Sagra.
Niektóre obiekty z zewnętrznego pasa przypominają komety. Nie mogą one być przechwyconymi kometami z zewnętrznych regionów Układu Słonecznego, ponieważ nie ma w pasie obiektów o wystarczającej masie, żeby przyciągnąć je grawitacyjnie. Dlatego podejrzewa się, że są to zwykłe lodowe planetoidy, które w wyniku niedawnych zderzeń ogrzały się, powodując wyparowanie znajdującego się na nich lodu. Takie lodowe obiekty mogły być głównym źródłem wody znajdującej się obecnie na powierzchni Ziemi. Mała zawartość deuteru w ziemskiej wodzie wyklucza, by jej źródłem mogły być klasyczne komety.
Nie jest znana przyczyna, w jaki sposób komety z zewnętrznych obszarów Układu Słonecznego mogły trafić na niską orbitę, typową dla obiektów z pasa planetoid. Dlatego zakłada się, że w odróżnieniu od innych komet, komety w pasie planetoid składają się z lodu, który powstał w wewnętrznych rejonach Układu Słonecznego na ciasnej orbicie słonecznej.

### Orbity i rotacje

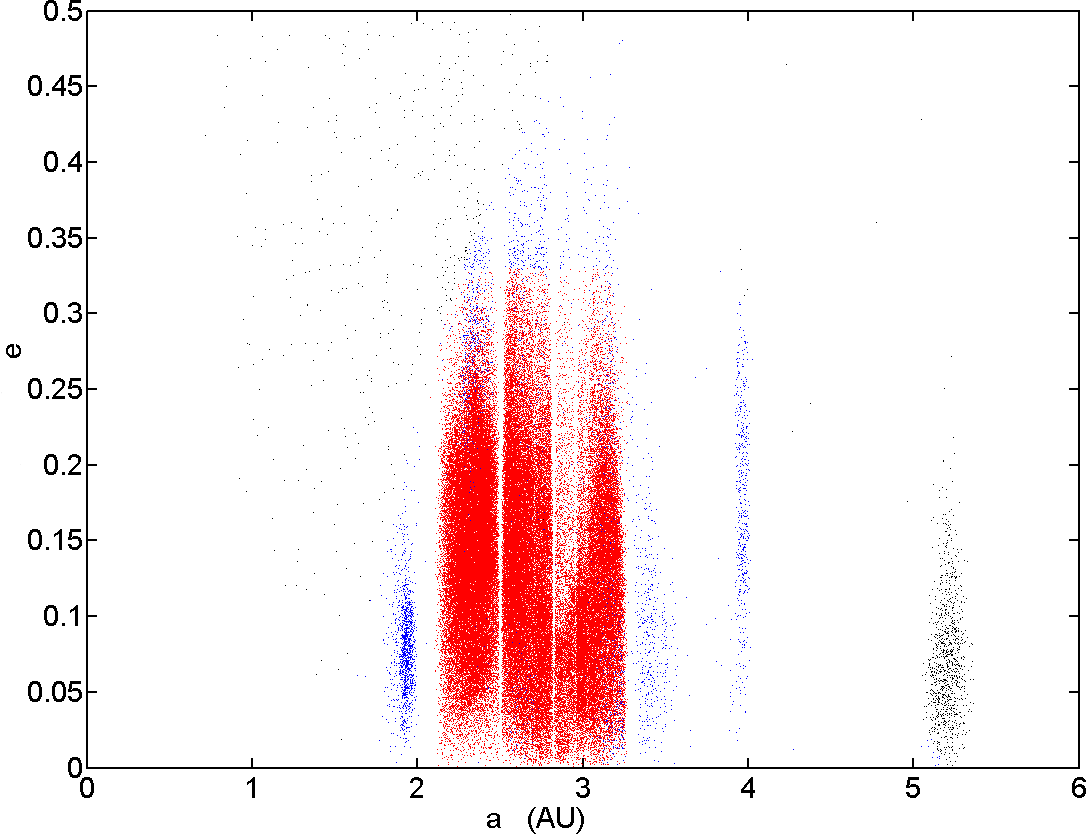
Ekscentryczność orbit planetoid głównego pasa (czerwone i niebieskie)

Większość planetoid głównego pasa ma orbity o ekscentryczności poniżej 0,4 i inklinacji poniżej 30°. Najwięcej orbit ma ekscentryczność około 0,07 i inklinację około 4°. Dlatego, chociaż typowa planetoida ma orbitę prawie kołową i położoną w pobliżu płaszczyzny ekliptyki, niektóre mają bardziej ekscentryczne orbity lub nachylone do ekliptyki pod większym kątem.
W niektórych kontekstach określenie główny pas odnosi się tylko do zwartego, centralnego regionu o największej liczbie obiektów. Obejmuje on obszar pomiędzy wyraźnymi przerwami Kirkwooda w odległościach 2,06 au (rezonans 4:1) i 3,27 au (rezonans 2:1), orbity o ekscentryczności poniżej 0,33 i nachyleniu poniżej 20°. Ten rdzeń pasa zawiera około 93,4% wszystkich zaobserwowanych obiektów w Układzie Słonecznym.
Pomiary czasu obrotu dużych planetoid pokazują, że istnieje dolna granica czasu obrotu. Żadna planetoida o rozmiarach większych niż 100 metrów nie ma okresu obrotu krótszego niż 2,2 godziny. Dla planetoid obracających się szybciej siła odśrodkowa na powierzchni byłaby większa od siły grawitacji, dlatego niezespolony materiał oddzieliłby się od planetoidy. Planetoida będąca litym kawałkiem skały mogłaby jednak obracać się szybciej. To sugeruje, że znaczna większość planetoid o średnicy powyżej 100 metrów to stosy gruzów powstałe na skutek nagromadzenia szczątków po kolizji między planetoidami, trzymających się razem tylko dzięki siłom grawitacji.

#### Przerwy Kirkwooda

Wykres liczby planetoid w zależności od półosi wielkiej ich orbit. Czarne strzałki wskazują przerwy Kirkwooda, gdzie rezonans orbitalny z Jowiszem destabilizuje orbity

Orbity planetoid można katalogować w zależności od ich półosi wielkiej. W 1886 roku Daniel Kirkwood zauważył, że w takim katalogu występują wyraźne puste miejsca. Są one zlokalizowane w miejscach, w których czas obiegu obiektów wokół Słońca wyraża się jako całkowity ułamek czasu obiegu Jowisza. Kirkwood zasugerował, że zaburzenia grawitacyjne wywoływane przez Jowisza doprowadziły do usunięcia planetoid z tych orbit.
Jeśli okres orbitalny planetoidy jest ułamkiem okresu orbitalnego Jowisza, na jej orbicie znajduje się tylko kilka punktów, w których planetoida zbliża się najbardziej do niego. Jej orbita jest wtedy systematycznie poddana zaburzeniom, które nie znoszą się w kolejnych obiegach wokół Słońca. W efekcie orbita planetoidy staje się niestabilna i planetoida przechodzi na inną, o mniejszej lub większej półosi.
Przerwy Kirkwooda nie są widoczne w przestrzennym rozłożeniu planetoid, ponieważ planetoidy krążą po eliptycznych orbitach, które przecinają się nawzajem. Faktycznie gęstość planetoid na odległościach rezonansowych nie odbiega od gęstości na innych odległościach.
Największe przerwy odpowiadają rezonansom 3:1, 5:2, 7:3 i 2:1 z Jowiszem. Planetoidy w centralnej części pasa można podzielić na poszczególne strefy podzielone tymi przerwami: Strefa I pomiędzy rezonansem 4:1 a 3:1, Strefa II pomiędzy 3:1 a 5:2, Strefa III pomiędzy 5:2 a 2:1. Niektórzy astronomowie wprowadzają też podział na wewnętrzny pas (do rezonansu 3:1) i zewnętrzny (dalej od Słońca).

## Zderzenia między planetoidami

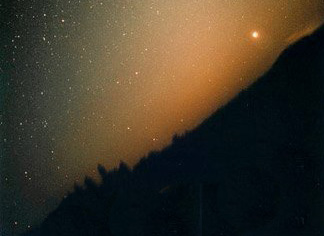
Światło zodiakalne pochodzi z pyłu w obrębie pasa planetoid powstającego w wyniku zderzeń między nimi

Duża liczba obiektów pasa powoduje, że jest to bardzo aktywne środowisko, w którym zderzenia następują bardzo często (w skali astronomicznej). Szacuje się, że zderzenie ciał o średnicach ponad 10 km następuje średnio raz na 10 milionów lat. Zderzenie przy dużej prędkości względnej może rozbić planetoidę na wiele mniejszych fragmentów, powodując powstanie rodziny planetoid. Z drugiej strony zderzenia o małej prędkości względnej mogą doprowadzić do połączenia się dwóch planetoid. Po 4 miliardach lat takich zderzeń aktualny zbiór planetoid w pasie nie przypomina tego, który był tam pierwotnie.
Poza większymi ciałami pas planetoid zawiera dużą ilość pyłu o mikroskopijnej wielkości. Powstaje on w wyniku zderzeń między planetoidami i przy uderzeniach mikrometeorów. Z powodu efektu Poyntinga-Robertsona pył ten po powstaniu stopniowo opada w kierunku Słońca. Pył ten, wraz z cząstkami wyrzucanymi przez komety, wywołuje efekt światła zodiakalnego, delikatnej zorzy rozciągającej się od Słońca w płaszczyźnie ekliptyki. Cząstki odbijające światło widzialne mają średnice rzędu 80 μm. Typowy czas, po jakim cząstka takiej wielkości spada na Słońce, to około 700 tysięcy lat. Dlatego widoczność światła zodiakalnego dowodzi, że pył cały czas powstaje, prawdopodobnie między innymi w obrębie pasa.

### Meteoroidy
Fragmenty planetoid nazywane są meteoroidami. Niektóre z nich mogą docierać w okolice Ziemi i spadać na nią. Spalając się w atmosferze, wywołują zjawiska meteorów. Jeśli ich fragmenty dotrą do powierzchni, określane są jako meteoryty.
Spośród 30 tysięcy takich meteorytów znalezionych na Ziemi ponad 99,8% pochodzi z pasa planetoid. Większe obiekty mogą wywoływać na Ziemi duże katastrofy. Przykładowo uważa się, że wymieranie kredowe 66 milionów lat temu było skutkiem uderzenia w Ziemię takiego obiektu, świadczy o tym m.in. istnienie dużego krateru uderzeniowego Chicxulub, powstałego w tym czasie.

## Największe planetoidy

(1) Ceres, (2) Pallas, (3) Juno, (4) Westa, (5) Astraea, (6) Hebe, (7) Iris, (8) Flora, (9) Metis, (10) Hygiea

Mimo że położenie w pasie planetoid uniemożliwia nadanie jakiemukolwiek obiektowi statusu planety, cztery największe obiekty pasa: (1) Ceres, (4) Westa, (2) Pallas i (10) Hygiea mają średnice w okolicach potrzebnych do uzyskania równowagi hydrostatycznej, wymaganej do uzyskania statusu planety karłowatej.
Dotychczas tylko w stosunku do Ceres bezspornie stwierdzono, że jest wystarczająco dużym obiektem w pasie, żeby pod wpływem grawitacji uformować z grubsza kulisty kształt. Dlatego zgodnie z ustaleniami Międzynarodowej Unii Astronomicznej w 2006 roku została określona jako planeta karłowata. Dyskusje na temat statusu kolejnych trzech obiektów są w toku. Ceres ma o wiele większą jasność absolutną niż pozostałe planetoidy, około 3,32m, i może posiadać lodową skorupę. Podobnie jak planety, ma wewnętrzne warstwy: skorupę, płaszcz i jądro. Wiadomo, że Westa również posiada takie warstwy, ale ponieważ powstała bliżej Słońca, jest pozbawiona wody. Budują ją głównie skały bazaltowe, takie jak oliwiny. Pallas wyróżnia się w tej grupie, ponieważ – podobnie jak Uran – obraca się wokół osi położonej blisko płaszczyzny ekliptyki i określony jej biegun bywa skierowany okresowo ku Słońcu i w stronę przeciwną. Ma skład chemiczny podobny jak Ceres: zawiera głównie węgiel i krzem. Hygiea to planetoida węglowa i – w przeciwieństwie do tamtych trzech planetoid – krąży bardzo blisko płaszczyzny ekliptyki.

## Rodziny i grupy

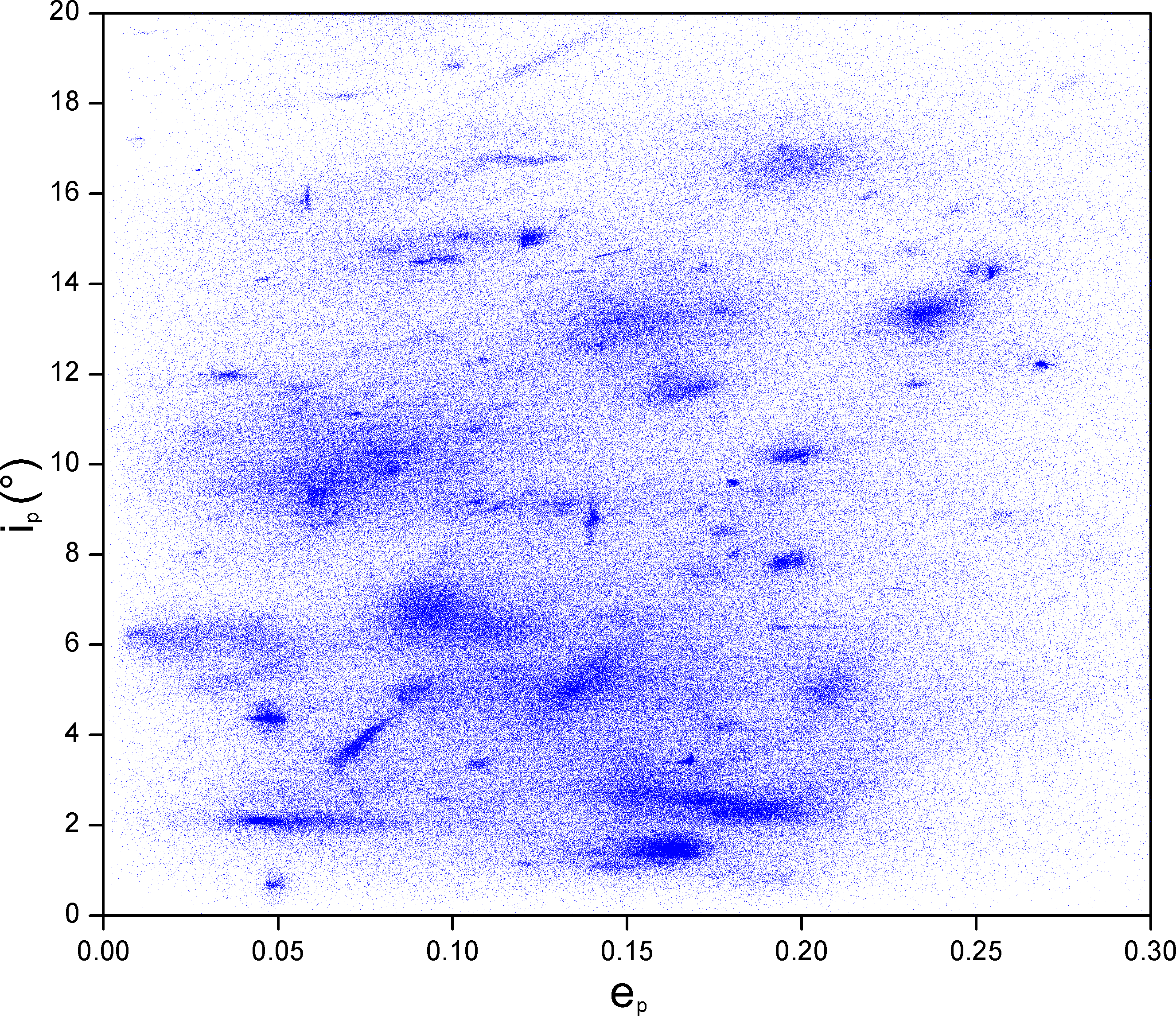
Wykres zależności pomiędzy inklinacją (i_{p}) a ekscentrycznością (e_{p}) orbit planetoid pokazuje wyraźne zbitki, będące rodzinami planetoid

W 1918 roku japoński astronom Kiyotsugu Hirayama zauważył, że orbity pewnych planetoid mają podobne parametry i można wśród nich wyróżnić grupy i rodziny. Mniej więcej jedna trzecia planetoid głównego pasa należy do takich rodzin. Każdą rodzinę można scharakteryzować przez wspólną półoś wielką, ekscentryczność i inklinację orbity, jak również inne podobieństwa między planetoidami, sugerujące pochodzenie z jednego, większego ciała. Pewne wydaje się istnienie 20-30 takich rodzin. Inne grupy zostały zidentyfikowane, ale ich wspólne pochodzenie jest mniej pewne.
Najbardziej znane są rodziny planetoid Flora, Eunomia, Koronis, Eos i Themis. Rodzina planetoidy Flora, jedna z największych, zawiera 800 znanych obiektów i prawdopodobnie powstała w wyniku kolizji, która nastąpiła mniej niż miliard lat temu. Największa planetoida, która na pewno należy do jakiejś rodziny planetoid, to (4) Westa. Rodzina planetoidy Westa zawiera fragmenty Westy, które zostały wybite w wyniku uderzenia innego obiektu, przypuszczalnie tego, które utworzyło na niej krater Rheasilvia. Z tego samego źródła prawdopodobnie pochodzą też meteoryty HED znajdowane na Ziemi.
Pył w obrębie pasa również formuje skupiska. Trzy największe z nich mają orbity o inklinacjach odpowiadających planetoidom Eos, Koronis i Themis, co sugeruje, że są wynikiem tych samych zderzeń, które utworzyły ich rodziny.

### Peryferia
Na wewnętrznym krańcu pasa planetoid (pomiędzy 1,78 a 2,0 au) znajduje się rodzina planetoidy Hungaria. Zawiera 52 skatalogowane obiekty, wśród których największy to (434) Hungaria. Jest oddzielona od reszty pasa przerwą Kirkwooda, odpowiadającą rezonansowi 4:1, a jej orbity mają dużą inklinację. Niektóre obiekty z tej rodziny przechodzą blisko orbity Marsa, i jego grawitacyjne zaburzenia prawdopodobnie w przeszłości zmniejszyły znacznie ich liczebność. Część obiektów tej rodziny należy do rzadkiej klasy E.
Na zewnętrznym krańcu pasa planetoid znajduje się grupa planetoidy (65) Cybele, orbitująca między 3,3 a 3,5 au. Znajdują się one w rezonansie 7:4 z Jowiszem. Jeszcze dalej znajduje się rodzina planetoidy Hilda, na kołowych orbitach w rezonansie 3:2 z Jowiszem, między 3,5 a 4,2 au. Między odległościami 4,2 a 5,2 au (orbita Jowisza) znajduje się bardzo niewiele planetoid. Na samej orbicie Jowisza krążą dwie duże grupy trojańczyków, których skatalogowano już ponad 4 tysiące.

### Nowe rodziny
Niektóre rodziny planetoid powstały stosunkowo niedawno, licząc w astronomicznej skali czasu. Rodzina planetoidy Karin powstała prawdopodobnie około 5,7 miliona lat temu, w wyniku rozbicia planetoidy o średnicy 32 km. Rodzina planetoidy (490) Veritas powstała prawdopodobnie około 8,3 miliona lat temu. Można to oszacować między innymi badając skład izotopowy pyłu z osadów w oceanach.
Jeszcze młodsza może być rodzina planetoidy (1270) Datura, która powstała około 450 tysięcy lat temu. Jej wiek można określić przez analizę prawdopodobieństwa znalezienia się jej obiektów na aktualnych orbitach. Rodzina ta może być źródłem części aktualnie obserwowanego pyłu zodiakalnego.
Dodatkowym źródłem pyłu zodiakalnego może być też inna młoda rodzina planetoid – rodzina (4652) Iannini (powstała ok. 5 mln lat temu).

## Misje kosmiczne

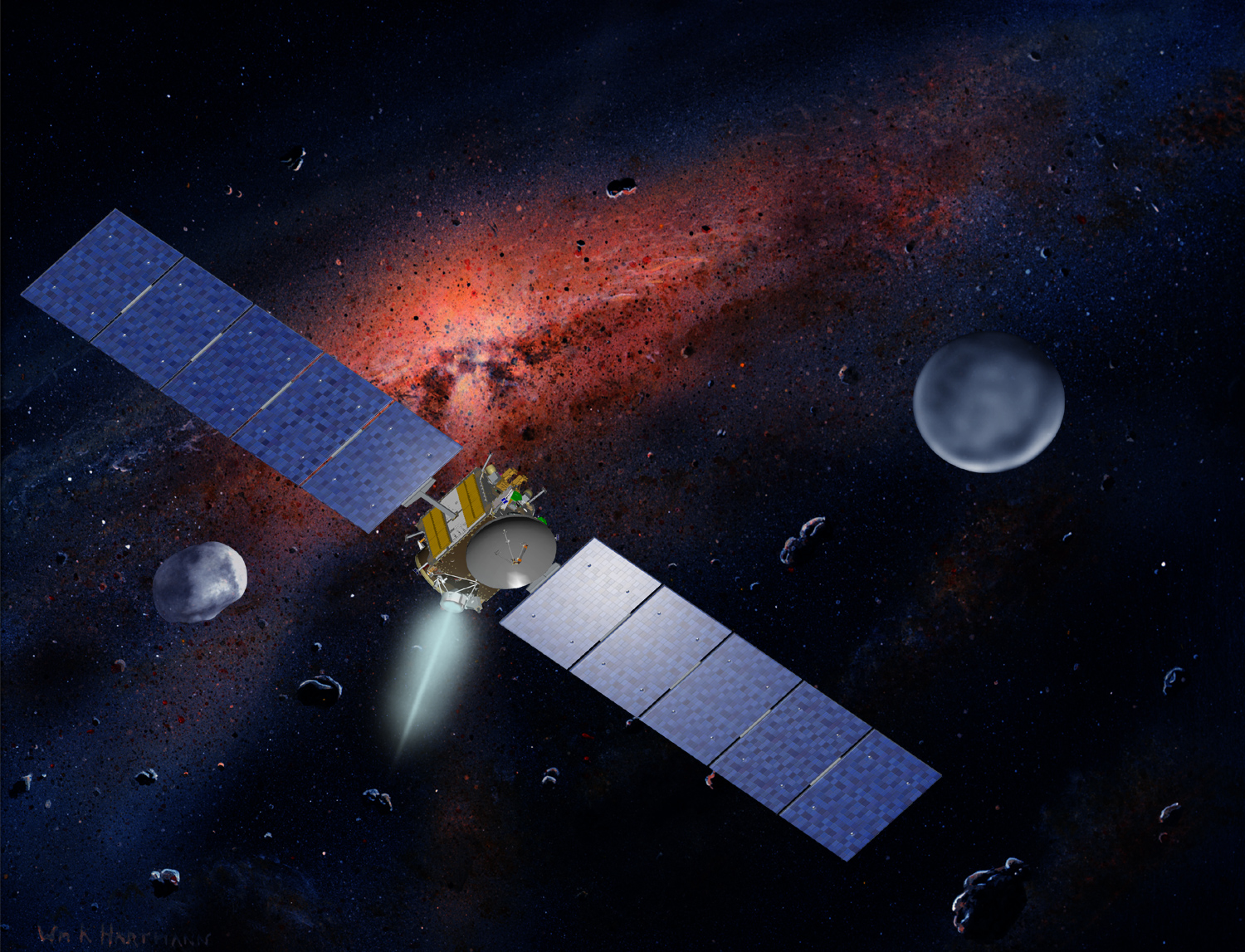
Artystyczna wizja sondy misji Dawn

Pierwszą sondą, która przeleciała przez pas planetoid, był Pioneer 10, a dokonał tego w 1972 roku. Astronomowie obawiali się wtedy, że małe planetoidy mogą stanowić zagrożenie dla sondy. Jednak od tamtego czasu kolejnych 12 sond przeleciało przez pas planetoid nieuszkodzone. Sondy Pioneer 11, Voyager 1 i 2 oraz Ulysses nie zaobserwowały żadnych planetoid w czasie przelotu. Sonda Galileo sfotografowała planetoidę (951) Gaspra w 1991 roku i planetoidę (243) Ida w 1993 roku. Sonda NEAR sfotografowała planetoidę (253) Mathilde w 1997 roku, sonda Cassini – planetoidę (2685) Masursky w 2000, Stardust – planetoidę (5535) Annefrank w 2002, New Horizons – planetoidę (132524) APL w 2006, a Rosetta – planetoidę (2867) Šteins w 2008. Sonda Dawn prowadziła obserwacje Westy w latach 2011–2012, a od 2015 do 2018 badała Ceres. W drodze do Jowisza przez pas główny przeleciała też sonda Juno, nie wykonując jednak żadnych badań planetoid. Żadna z tych sond nie natrafiła na nieoczekiwane obiekty na swojej trajektorii. Z powodu małej gęstości materiału w pasie planetoid szanse na przypadkowe zderzenie z którąś z nich szacuje się obecnie na mniej niż 1 do miliarda.
Wszystkie fotografie planetoid z pasa sprzed 2011 roku zostały wykonane przy okazji przelotu przez pas sond wykonujących inne misje. Jedynie sondy NEAR i Hayabusa były specjalnie przeznaczone do badania planetoid, ale były to planetoidy bliskie Ziemi. Pierwszą misją, której głównym celem było badanie obiektów pasa, była misja Dawn - zakończona w 2018 roku.